# 카운터-스트라이크: 컨디션 제로
《카운터-스트라이크: 컨디션 제로》(영어: Counter-Strike: Condition Zero)는 밸브 코퍼레이션과 기어박스 소프트웨어, 리추얼 엔터테인먼트, 터틀 록 스튜디어스에서 개발한 게임이다. 카운터-스트라이크 1.6 버전을 기반하여 무기 모델과 맵의 세밀도가 달라지고, 캐릭터가 양 진영에 1명씩 추가되었다. 그리고 싱글 플레이를 위한 캠페인 모드인 카운터 스트라이크: 컨디션 제로 - 딜리트 신(Counter-Strike: Condition Zero - Delete Scene)이 추가되었는데, 대테러리스트 시점에서 테러리스트의 규모를 파악하고 그들의 음모를 저지하는 구성으로 이루어져 있다. 무기들은 게임상의 캐쉬로 사고 더 멋진 스킨을 위해서는 스팀 커뮤니티 장터에서나 게임 상점에서 박스나 원하는 스킨을 따로 사야한다.

## 소스 엔진으로의 이식
카운터-스트라이크: 컨디션 제로는 카운터 스트라이크: 소스처럼 아마추어 모더들에 의해 소스 엔진로 이식될 계획이었으나, 취소되었다

## 평가
| 평가 |        |
| --- | ------ |
| 통합 점수 통합사 점수 게임랭킹스 66.61% [ 1 ] 메타크리틱 65/100 [ 2 ] 평론 점수 평론사 점수 유로게이머 6/10 [ 3 ] 게임스팟 6.8/10 [ 4 ] IGN 7/10 [ 5 ] |        |
| 통합 점수 |        |
| 통합사 | 점수   |
| 게임랭킹스 | 66.61% |
| 메타크리틱 | 65/100 |
| 평론 점수 |        |
| 평론사 | 점수   |
| 유로게이머 | 6/10   |
| 게임스팟 | 6.8/10 |
| IGN | 7/10   |